# Garrafão do Norte
Garrafão do Norte este un oraș în Pará (PA), Brazilia.